# Ōmuta
Ōmuta (jap. 大牟田市, -shi) ist eine Großstadt in der Präfektur Fukuoka in Japan.

## Geographie
Ōmuta liegt südlich von Fukuoka und Kurume, und nördlich von Kumamoto.

## Geschichte
Die Stadt wurde am 1. März 1917 gegründet.

## Verkehr
- Straßen:
  - Kyūshū-Autobahn
  - Nationalstraßen 208, 389
- Eisenbahn:

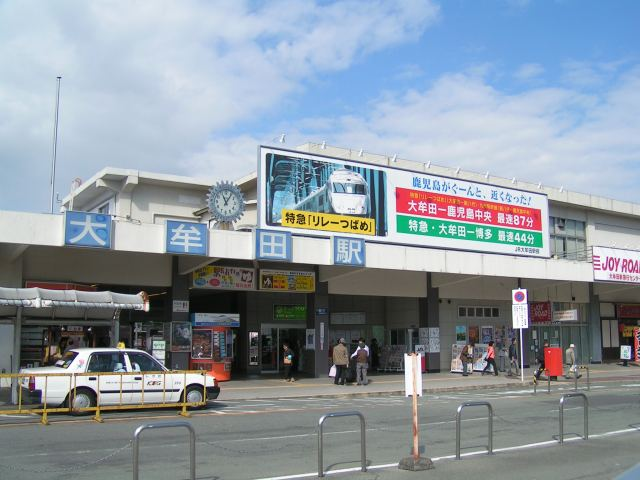
Bahnhof Ōmuta

  - JR Kagoshima-Hauptlinie: nach Kagoshima

## Söhne und Töchter der Stadt
- Moto Hagio (* 1949), Manga-Zeichnerin
- Tatsunori Hara, Baseballspieler
- Kumagai Ichiya (1890–1968), Tennisspieler
- Shizuko Yoshikawa (1934–2019), Gestalterin und Künstlerin
- Taketani Mitsuo (1911–2000), theoretischer Physiker

## Weblinks

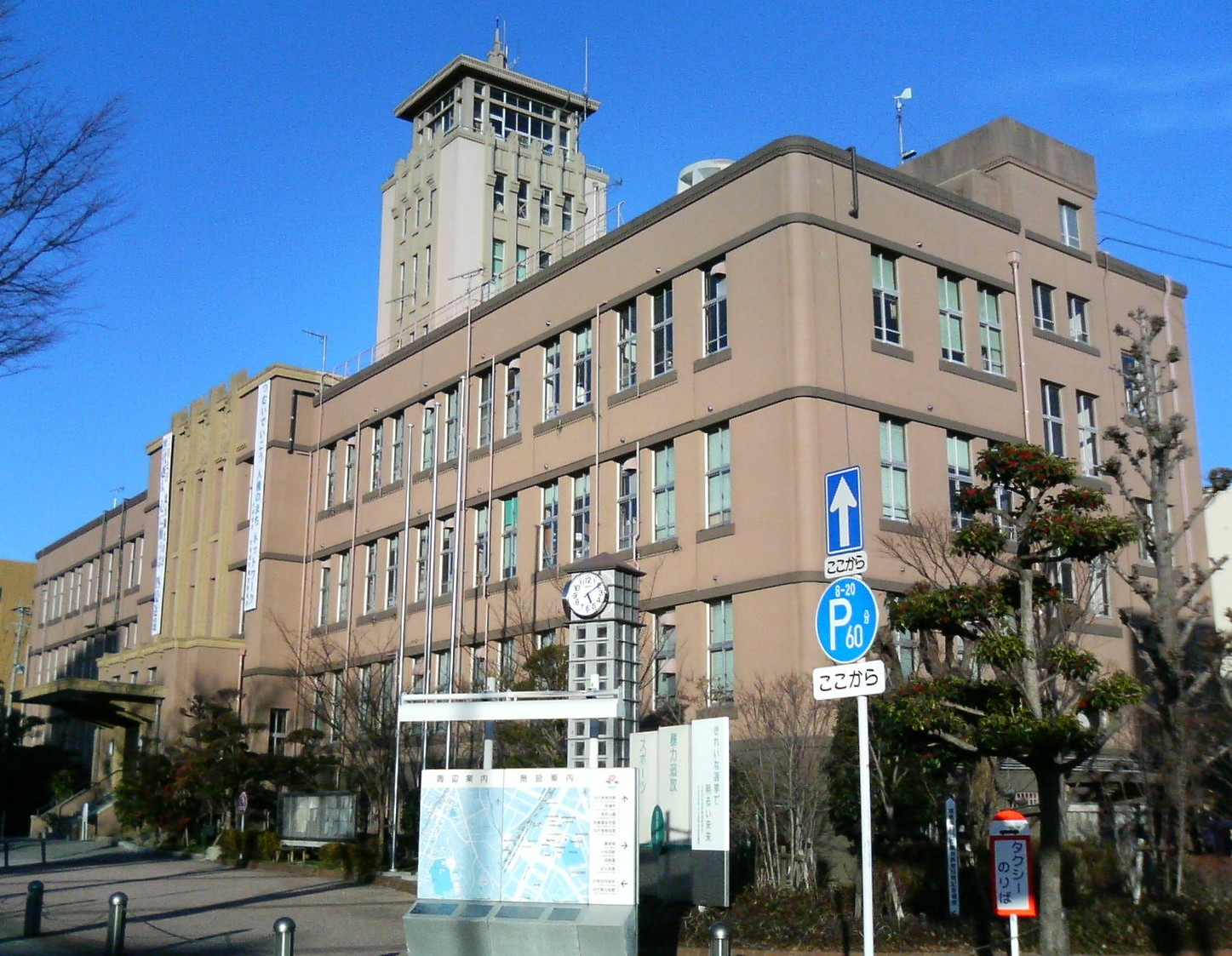
Rathaus von Ōmuta

## Angrenzende Städte und Gemeinden
- Präfektur Fukuoka
  - Miyama
- Präfektur Kumamoto
  - Arao
  - Nankan